# Ukrainas landslag i drakbåt
Ukrainas landslag i drakbåt representerar Ukraina i landslagstävlingar i drakbåt.

## Seniorlandslaget

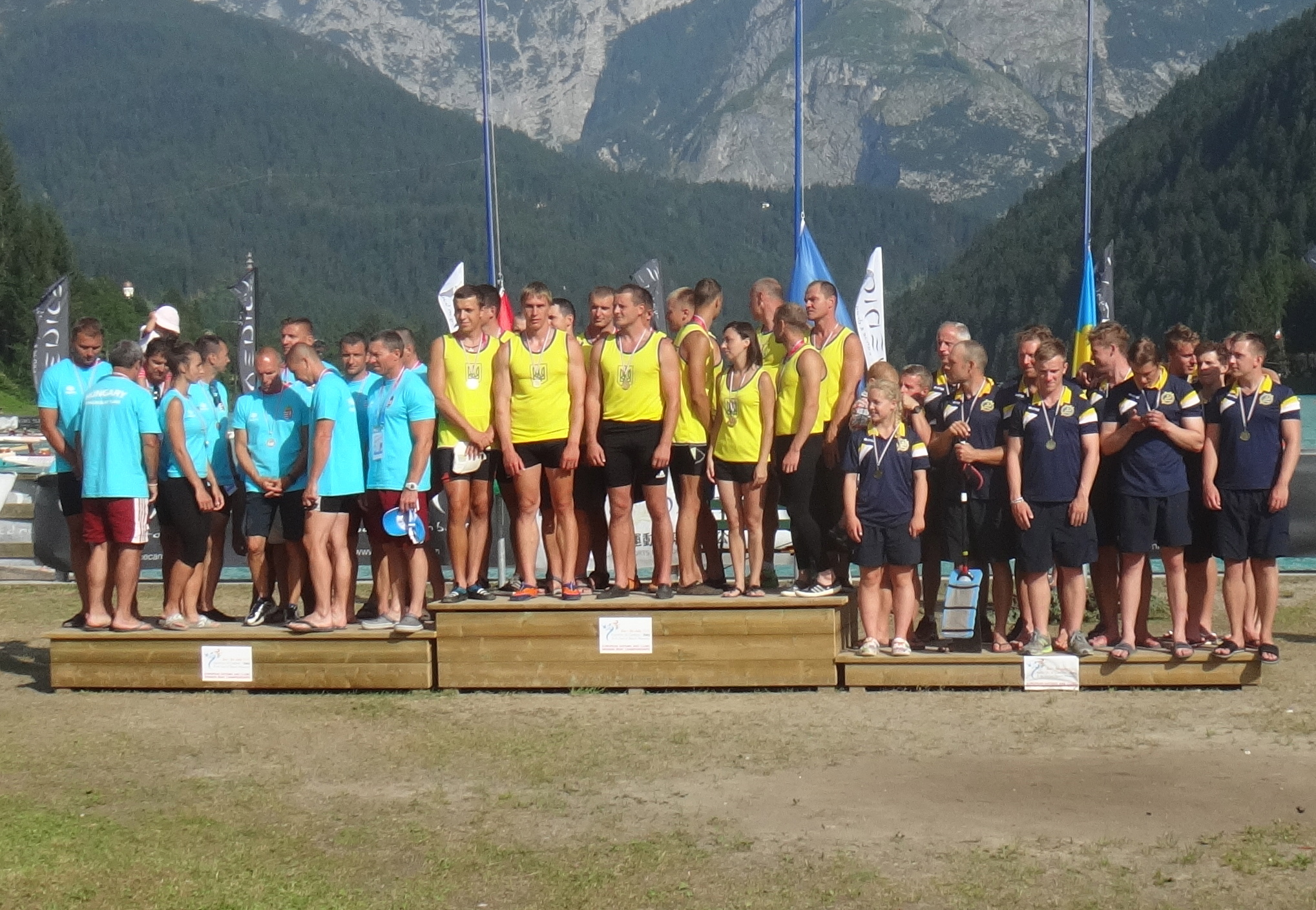
Ukrainskt guld före Ungern och Sverige i 10-manna herr 200 meter vid EM 2015.

### ICF-VM
I tabellen visas de medaljer som Ukraina tagit i VM som arrangeras av International Canoe Federation (ICF).
| År     | Värdort     | Guld | Silver | Brons | Totalt |
| ------ | ----------- | ---- | ------ | ----- | ------ |
| 2006   | Kaohsiung   | ?    | ?      | ?     | ?      |
| 2008   | Poznań      | ?    | ?      | ?     | ?      |
| 2010   | Szeged      | ?    | ?      | ?     | ?      |
| 2012   | Milano      | 0    | 0      | 0     | 0      |
| 2014   | Poznań      | 1    | 1      | 4     | 6      |
| 2016   | Moskva      | 4    | 1      | 1     | 6      |
| 2018   | Gainesville | ?    | ?      | ?     | ?      |
| 2022   | Račice      | ?    | ?      | ?     | ?      |
| Totalt | Totalt      | 5    | 2      | 5     | 12     |

### IDBF-VM
I tabellen visas de medaljer som Ukraina tagit i VM som arrangeras av International Dragon Boat Federation (IDBF).
| År     | Värdort      | Guld                | Silver              | Brons               | Totalt              |
| ------ | ------------ | ------------------- | ------------------- | ------------------- | ------------------- |
| 1995   | Yueyang      | ?                   | ?                   | ?                   | ?                   |
| 1997   | Hongkong     | ?                   | ?                   | ?                   | ?                   |
| 1999   | Nottingham   | ?                   | ?                   | ?                   | ?                   |
| 2001   | Philadelphia | ?                   | ?                   | ?                   | ?                   |
| 2003   | Poznań       | ?                   | ?                   | ?                   | ?                   |
| 2004   | Shanghai     | ?                   | ?                   | ?                   | ?                   |
| 2005   | Berlin       | ?                   | ?                   | ?                   | ?                   |
| 2007   | Sydney       | ?                   | ?                   | ?                   | ?                   |
| 2009   | Račice       | 0                   | 0                   | 0                   | 0                   |
| 2011   | Tampa Bay    | Ukraina deltog inte | Ukraina deltog inte | Ukraina deltog inte | Ukraina deltog inte |
| 2013   | Szeged       | 0                   | 0                   | 0                   | 0                   |
| 2015   | Welland      | Ukraina deltog inte | Ukraina deltog inte | Ukraina deltog inte | Ukraina deltog inte |
| 2017   | Kunming      | 0                   | 0                   | 0                   | 0                   |
| 2019   | Pattaya      | ?                   | ?                   | ?                   | ?                   |
| 2023   | Pattaya      | ?                   | ?                   | ?                   | ?                   |
| Totalt | Totalt       | 0                   | 0                   | 0                   | 0                   |

### ECA-EM
I tabellen visas de medaljer som Ukraina tagit i EM som arrangeras av European Canoe Association (ECA).
| År     | Värdort           | Guld | Silver | Brons | Totalt |
| ------ | ----------------- | ---- | ------ | ----- | ------ |
| 2015   | Auronzo di Cadore | 6    | 6      | 1     | 13     |
| 2017   | Szeged            | 1    | 9      | 3     | 13     |
| 2019   | Moskva            | ?    | ?      | ?     | ?      |
| Totalt | Totalt            | 7    | 15     | 4     | 26     |

### EDBF-EM
I tabellen visas de medaljer som Ukraina tagit i EM som arrangeras av European Dragon Boat Federation (EDBF).
| År     | Värdort          | Guld                | Silver              | Brons               | Totalt              |
| ------ | ---------------- | ------------------- | ------------------- | ------------------- | ------------------- |
| 1996   | Silkeborg        | Ukraina deltog inte | Ukraina deltog inte | Ukraina deltog inte | Ukraina deltog inte |
| 1998   | Rom              | ?                   | ?                   | ?                   | ?                   |
| 2000   | Malmö            | Ukraina deltog inte | Ukraina deltog inte | Ukraina deltog inte | Ukraina deltog inte |
| 2002   | Poznań           | Ukraina deltog inte | Ukraina deltog inte | Ukraina deltog inte | Ukraina deltog inte |
| 2004   | Stockton-on-Tees | 0                   | 0                   | 0                   | 0                   |
| 2006   | Prag             | 0                   | 0                   | 0                   | 0                   |
| 2008   | Sabaudia         | 0                   | 0                   | 0                   | 0                   |
| 2010   | Amsterdam        | 0                   | 0                   | 0                   | 0                   |
| 2012   | Nottingham       | Ukraina deltog inte | Ukraina deltog inte | Ukraina deltog inte | Ukraina deltog inte |
| 2014   | Račice           | 0                   | 0                   | 6                   | 6                   |
| 2016   | Rom              | 10                  | 5                   | 2                   | 17                  |
| 2018   | Brandenburg      | ?                   | ?                   | ?                   | ?                   |
| 2022   | Banyoles         | ?                   | ?                   | ?                   | ?                   |
| Totalt | Totalt           | 10                  | 5                   | 8                   | 23                  |

## U24-landslaget

### IDBF-VM
I tabellen visas de medaljer som Ukraina tagit i VM som arrangeras av International Dragon Boat Federation (IDBF).
| År     | Värdort           | Guld                | Silver              | Brons               | Totalt              |
| ------ | ----------------- | ------------------- | ------------------- | ------------------- | ------------------- |
| 2009   | Račice            | Ukraina deltog inte | Ukraina deltog inte | Ukraina deltog inte | Ukraina deltog inte |
| 2011   | Tampa Bay         | Ukraina deltog inte | Ukraina deltog inte | Ukraina deltog inte | Ukraina deltog inte |
| 2013   | Szeged            | Ukraina deltog inte | Ukraina deltog inte | Ukraina deltog inte | Ukraina deltog inte |
| 2015   | Welland           | Ukraina deltog inte | Ukraina deltog inte | Ukraina deltog inte | Ukraina deltog inte |
| 2017   | Divonne-les-Bains | 0                   | 2                   | 1                   | 3                   |
| 2019   | Pattaya           | ?                   | ?                   | ?                   | ?                   |
| 2023   | Pattaya           | ?                   | ?                   | ?                   | ?                   |
| Totalt | Totalt            | 0                   | 2                   | 1                   | 3                   |